# پارک ایالتی بنت اسپرینگ

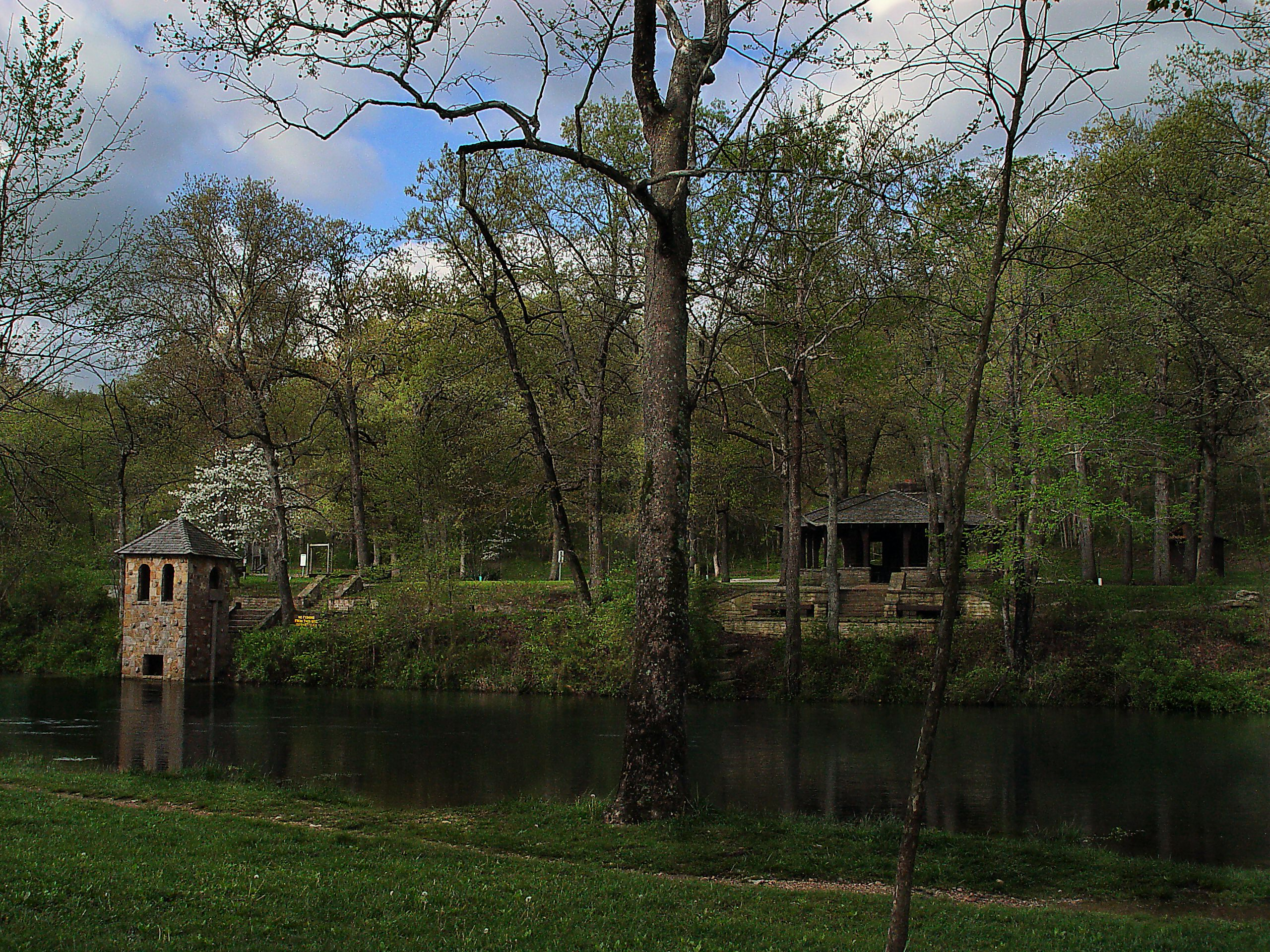

پارک ایالتی بنت اسپرینگ (به انگلیسی: Bennett Spring State Park) پارکی طبیعی واقع در ایالت میزوری است.
این پارک که ۱۳ کیلومتر مربع وسعت دارد، در سال ۱۹۲۳ تأسیس گشت.